# Beit Safafa
Beit Safafa, en arabe : بيت صفافا, est un village du gouvernorat de Jérusalem, dans les territoires palestiniens occupés. Il est situé en bordure de la ligne verte, majoritairement à Jérusalem-Est, avec la partie nord à Jérusalem-Ouest.
Selon le recensement du bureau central palestinien des statistiques, la localité compte une population de 5 463 habitants en 2010..